# Championnat de France de combiné nordique 2014
Navigation
2013 2015
Le championnat de France de combiné nordique 2014 s'est déroulé sur le tremplin et la piste de ski de fond les Tuffes de Prémanon le samedi 29 mars 2014. Il est remporté par Sébastien Lacroix.

## Résultats
| Rang | Athlète             | Club                        | Points Saut | Temps au départ ski de fond | Temps au ski de fond | Temps final    |
| ---- | ------------------- | --------------------------- | ----------- | --------------------------- | -------------------- | -------------- |
| 1    | Sébastien Lacroix   | Ski Club Bois d'Amont       | 108,7       | +27 s                       | 24 min 32 s 27       | +0 s 00        |
| 2    | Hugo Buffard        | Les Skieurs Rousselands     | 102,7       | +51 s                       | 24 min 08 s 62       | +0 s 35        |
| 3    | Samuel Guy          | Association Sportive Mouthe | 108,0       | +30 s                       | 24 min 41 s 09       | +11,82         |
| 4    | Jason Lamy-Chappuis | Ski Club Bois d'Amont       | 115,6       | +00 s                       | 25 min 23 s 37       | +24 s 10       |
| 5    | Geoffrey Lafarge    | Club des Sports Chamonix    | 102,7       | +51 s                       | 25 min 06 s 40       | +58 s 13       |
| 6    | Maxime Laheurte     | AS Gerardmer Ski Nordique   | 97,8        | +1 min 11 s                 | 24 min 56 s 28       | +1 min 08 s 01 |
| 7    | Wilfried Cailleau   | Ski-Club Morzine-Avoriaz    | 100,0       | +1 min 02 s                 | 25 min 11 s 51       | +1 min 14 s 24 |
| 8    | Florian Pinel       | Club des Sports La Feclaz   | 96,7        | +1 min 15 s                 | 25 min 00 s 55       | +1 min 16 s 28 |
| 9    | Théo Hannon         | Ski Club Bois d'Amont       | 100,5       | +1 min 00 s                 | 25 min 18 s 92       | +1 min 19 s 65 |